# Marek Chrzanowski (samorządowiec)
Marek Chrzanowski (ur. 3 listopada 1957 w Zelowie) – polski polityk, samorządowiec, od 2002 do 2014 prezydent Bełchatowa.

## Życiorys
Uzyskał wykształcenie wyższe magisterskie, z wykształcenia inżynierem mechanikiem. Ukończył studia na Akademii Rolniczej we Wrocławiu.
Od 1984 do 1991 pracował w Państwowym Ośrodku Maszynowym w Bełchatowie, następnie przez rok w spółce z o.o. W latach 1992–2002 był kolejno zatrudniony w straży miejskiej, urzędzie gminy Szczerców oraz jako naczelnik Wydziału Komunikacji i Dróg w powiatu bełchatowskiego Starostwa Powiatowego. W latach 1998–2002 zasiadał także w radzie miasta Bełchatowa z listy Akcji Wyborczej Solidarność.
W wyborach samorządowych w 2002 został wybrany na urząd prezydenta z ramienia kierowanego przez siebie komitetu wyborczego PLUS. W 2006 skutecznie ubiegał się o reelekcję, startując jako bezpartyjny kandydat tego ugrupowania z poparciem Platformy Obywatelskiej i Ligi Polskich Rodzin. Cztery lata później został wybrany na kolejną kadencję. W 2014 przegrał wybory prezydenckie w drugiej turze z kandydatką PiS Mariolą Czechowską, uzyskał natomiast mandat radnego powiatu bełchatowskiego. W lutym 2016 jego klub radnych PLUS stał się klubem Polski Razem. Po przekształceniu w listopadzie 2017 tej partii w Porozumienie, Marek Chrzanowski zasiadł w jego zarządzie w okręgu piotrkowskim. W 2018 i 2024 był ponownie wybierany na radnego powiatowego. W 2024 został nowym przewodniczącym rady powiatu.
W 2002 wszedł w skład władz Związku Miast Polskich. Działa w Polskiej Federacji Stowarzyszeń Rodzin Katolickich Archidiecezji Łódzkiej. Przystąpił także do Chrześcijańskiego Ruchu Samorządowego, zasiadając w radzie naczelnej stowarzyszenia oraz jego władzach w województwie łódzkim. W 2023 wystartował do Senatu z ramienia partii Bezpartyjni Samorządowcy.

## Życie prywatne
Żonaty z Ewą, ma czworo dzieci: trzech synów i córkę.